# Albrecht Weinberg

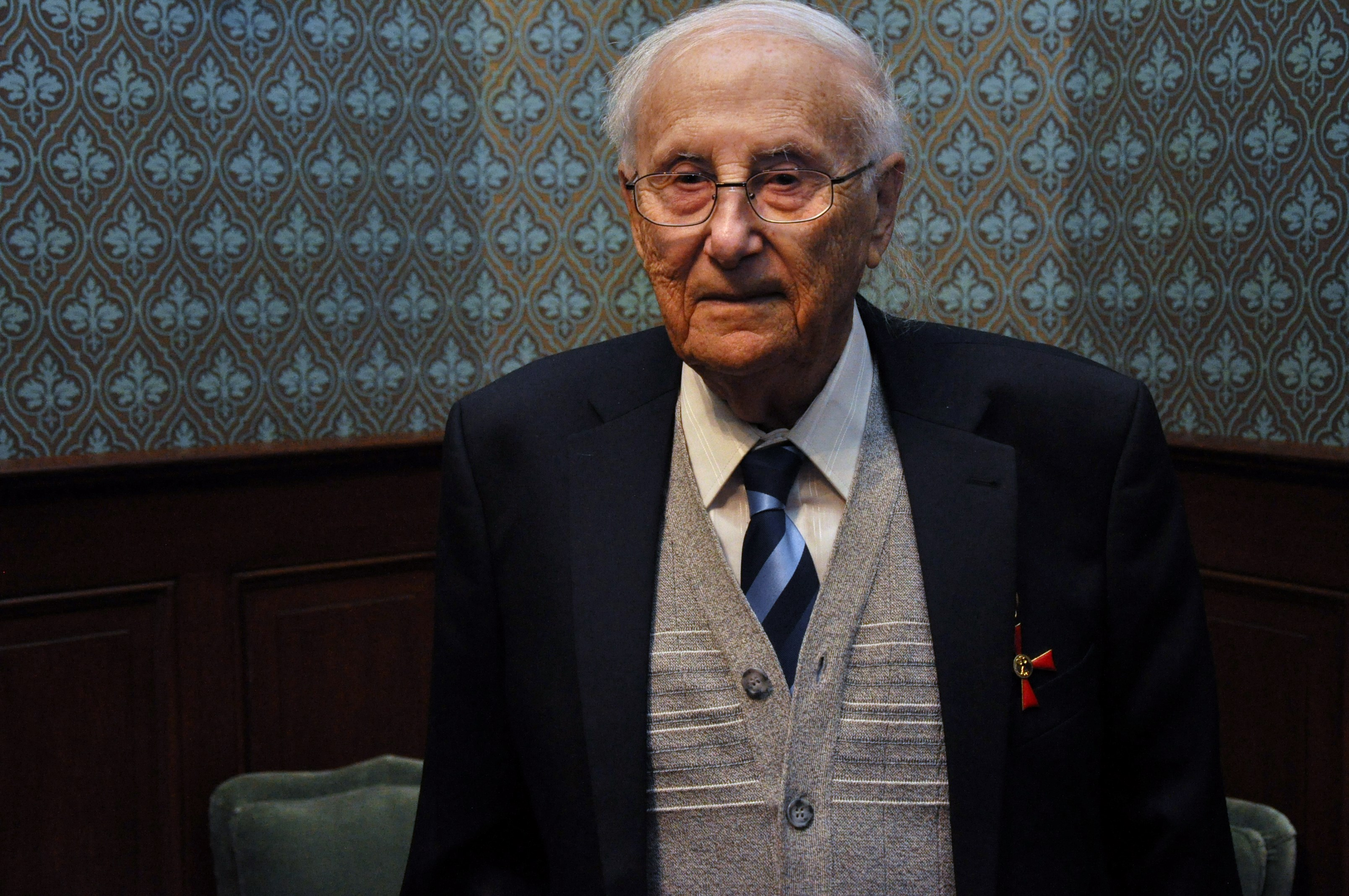
Albrecht Weinberg mit Bundesverdienstkreuz (2017)

Albrecht Weinberg (* 7. März 1925 in Rhauderfehn) ist ein deutscher Überlebender des Holocaust, der als Zeitzeuge öffentlich in Erscheinung tritt.

## Leben

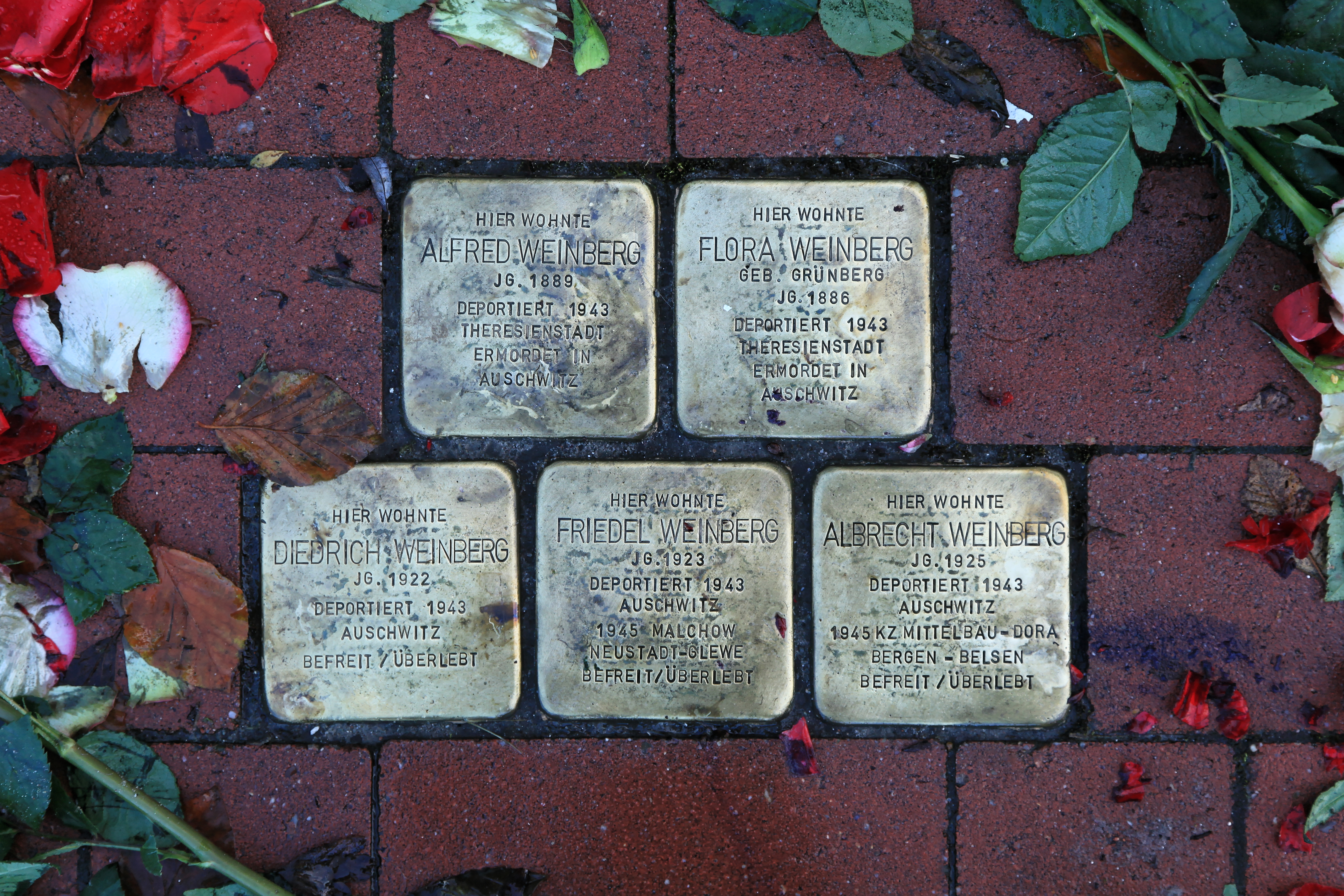
Stolpersteine für Alfred, Flora, Diedrich, Friedel und Albrecht Weinberg in Rhauderfehn, Untenende 74

Albrecht Weinberg wuchs im Fehndorf Rhauderfehn in Ostfriesland in einer jüdischen Familie auf. Der Vater war Viehhändler und Schlachter. Die Eltern Flora (geb. Grünberg, Jg. 1886) und Alfred Weinberg (Jg. 1889) wurden 1942 von Berlin aus ins KZ Theresienstadt gebracht und von dort im Oktober 1944 in das KZ Auschwitz, wo sie umgebracht wurden. Albrecht Weinberg hatte einen Bruder, Dieter (Jg. 1922) und eine Schwester, Friedel (Jg. 1923). Alle drei Geschwister überlebten das KZ Auschwitz. Der Bruder starb 1947 bei einem Unfall im heimischen Leer (Ostfriesland).
Die Familie musste bereits 1936 vom Land in die nächstgrößere Stadt Leer ziehen, weil die Kinder nicht mehr die reguläre Schule besuchen durften. In Leer besuchten sie die jüdische Schule. Nach den Novemberpogromen 1938 wurden Albrecht Weinberg und seine Schwester Friedel auf das schlesische Landgut Groß Breesen geschickt. Dort vermittelte die Hachschara-Bewegung jüdischen Jugendlichen Grundkenntnisse der Landwirtschaft für die spätere Alija nach Palästina. Doch als die Auswanderung dorthin erfolgen sollte, war es Juden schon untersagt, Deutschland zu verlassen. Die Geschwister mussten später bei Berlin in einem Lager bei Fürstenwalde arbeiten, mit einem Osttransport wurden sie im April 1943 ins KZ Auschwitz deportiert.
Albrecht Weinberg musste zwei Jahre im KZ Buna/Monowitz arbeiten. Er überlebte drei Todesmärsche. Im Februar 1945 gelangte er ins KZ Mittelbau-Dora. Im April 1945 wurde er in Bergen-Belsen befreit, als dort die Briten ankamen. Nur wenige Familienmitglieder überlebten den Holocaust. Allein mütterlicherseits gab es vor dem Krieg neun Onkel und Tanten. Lediglich eine dieser Tanten – Marie Grünberg – konnte in den Niederlanden in einem Versteck überleben.
Zusammen mit seiner Schwester Friedel wanderte Weinberg 1947 in die USA aus. Sie heirateten nie und lebten mehr als 60 Jahre in New York. Albrecht Weinberg betrieb mit einem anderen Überlebenden des Holocaust eine Fleischerei.
1985 kamen sie auf Einladung ihrer Heimatstadt Leer erstmals wieder zu Besuch. Zahlreiche jüdische Überlebende waren zu einer Erinnerungswoche gekommen. Die Geschwister nahmen auch an weiteren Treffen teil. Als die Schwester Friedel 2011 in Florida einen Schlaganfall erlitt, kamen die Geschwister 2012 nach Leer zurück. Friedel starb im Mai 2012. Albrecht Weinberg besuchte in der Folgezeit zunehmend Schulen und berichtete über sein Schicksal.

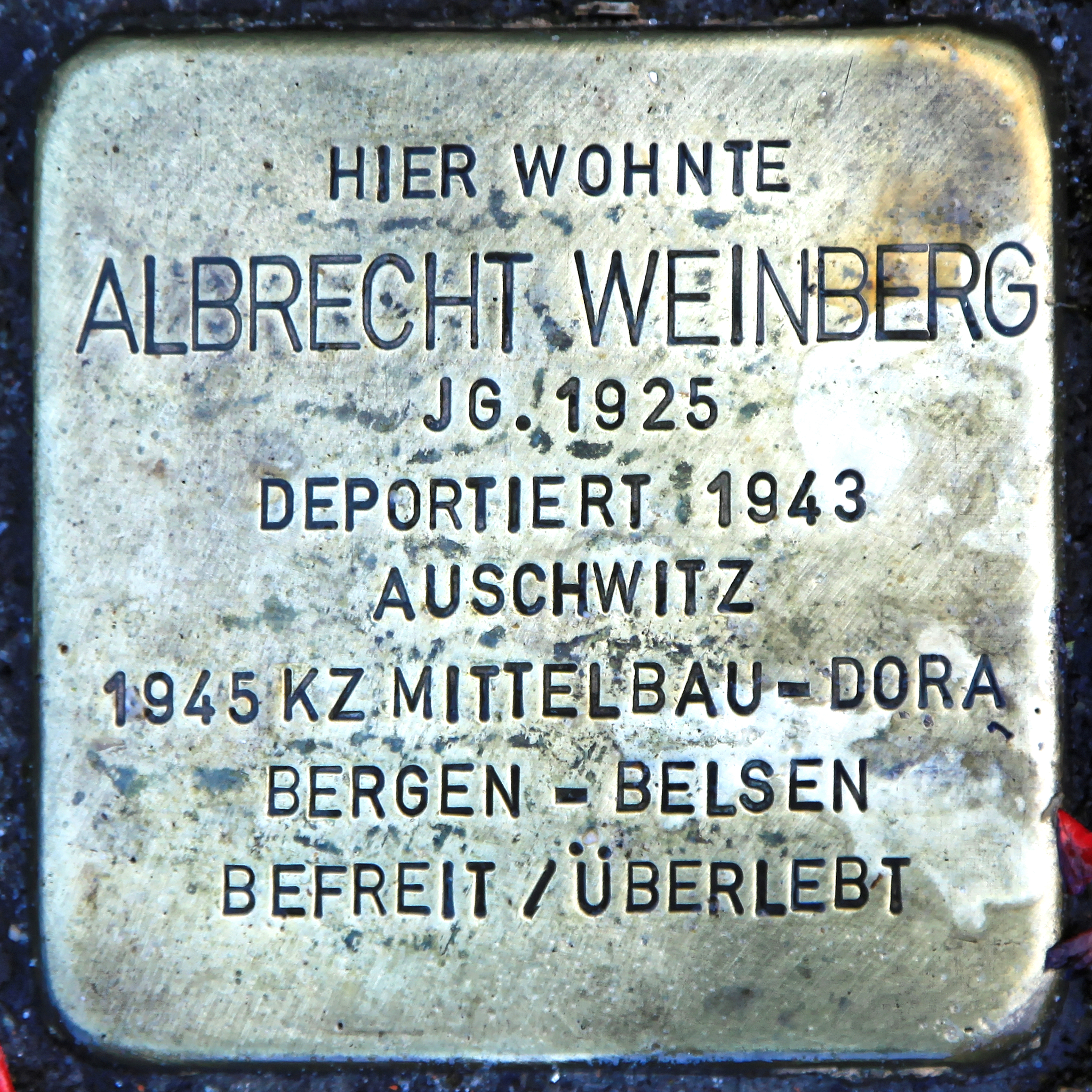
Stolperstein für Albrecht Weinberg

2011 wurden in Rhauderfehn am Untenende vor dem ehemaligen Wohn- und Geschäftshaus der Familie Stolpersteine verlegt. In Rhauderfehn gibt es seit 2006 eine Geschwister-Weinberg-Straße. Seit 2020 gibt es auch in Leer eine Geschwister-Weinberg-Straße. Albrecht Weinberg gab 2022 den Anstoß, dass in Leer Stolpersteine für Verwandte verlegt werden. Dies wurde am 22. Oktober 2022 realisiert.
Am 30. Januar 2025 gab Weinberg bekannt, dass er das ihm 2017 verliehene Bundesverdienstkreuz zurückgeben werde, um dagegen zu protestieren, dass am Vortag im Bundestag ein Entschließungsantrag der CDU/CSU zur Migrationspolitik durch die Stimmen der AfD eine Mehrheit erhalten hatte. Luigi Toscano, ein mit der Bundesverdienstmedaille ausgezeichneter, mit Weinberg befreundeter Fotograf, schloss sich ihm an. Bundespräsident Frank-Walter Steinmeier äußerte in einem persönlichen Gespräch Weinberg gegenüber Verständnis für seinen Entschluss, bat Weinberg allerdings diesen noch einmal zu überdenken. Weinberg blieb aber auch nach dem Gespräch bei seiner Entscheidung, das Bundesverdienstkreuz zurückzugeben. Am 11. Februar 2025 setzte er seine Ankündigung schließlich um.

## Dokumentarfilme
- Martin Priess: Jahrhundertzeugen – Albrecht Weinberg, eine Graphic-Novel-Erzählung in der Phoenix-Mediathek. Video (48 Min.), abrufbar bis 21. Januar 2029
- Bernd-Volker Brahms, Nicole Nocon: Interview mit Albrecht Weinberg für die Shoa Foundation (247 Minuten), aufgezeichnet 2. Mai 2023 in Leer/Ostfriesland
- Güner Yasemin Balcı: Die Nummer auf meinem Arm – Albrecht Weinberg und seine Geschichte, 37 Grad, ZDF, Erstausstrahlung: 4. Juni 2024, rund 30 Min. Länge, in der ARD-Mediathek abrufbar bis 4. Juni 2029
- Stephanie Fäustel und Marion Janßen: Holocaust-Überlebender aus Leer über die AfD, ostfriesen.tv, Videoredaktion der Zeitungsgruppe Ostfriesland, aufgezeichnet 21. Februar 2024

## Ehrungen
- 2016: Erster Ehrenbürger seines Geburtsortes Rhauderfehn
- 2017: Bundesverdienstkreuz am Bande für unermüdlichen versöhnenden Einsatz (Rückgabe 2025 erfolgt[10])
- 2020: Umbenennung des Gymnasiums Rhauderfehn in „Albrecht-Weinberg-Gymnasium“[11]
- 2023: Ernennung zum Ehrenbürger von Leer[12]
- 2023: Verleihung der Hermann-Tempel-Medaille
- 2024: Ernennung zum Ehrenbürger von Nordhausen[13]
- 2026: Die Jüdische Gemeinde zu Oldenburg verleiht ab 2026 den Albrecht-Weinberg-Preis für besonderes soziales Engagement und Verdienste um die Gemeinschaft.[14]